# León prodigioso
León prodigioso es una novela barroca de Cosme Gómez Tejada de los Reyes impresa en 1636, una de las más importantes de su siglo.

## Ediciones
León prodigioso; apología moral, entretenida y provechosa a las buenas costumbres, trato virtuoso y política. Madrid: Francisco Martínez, 1636. Hubo otras ediciones: Madrid, 1663; Valencia: por Francisco Ciprés, 1665; Madrid: Bernardo de Villadiego, 1670; Alcalá de Henares, 1675; Madrid: Francisco Martínez, 1676 y Sevilla: José Antonio de Hermosilla, 1732.

## Contenido
En una elaborada y rica prosa la obra conjuga, en una habitual y barroca mezcla y entrecruzamiento de géneros, estilos y modelos canónicos, un planteamiento de fábula esópico - alegórica con elementos y modalidades de la novela bizantina y del poema heroico. Su acción es itinerante, conducida por personajes principales como León Auricrino (hombre de virtud y valor) en busca de Crisaura (honra virtuosa) que, superando obstáculos y venciendo rivales, logra la meta final del conocimiento de la perecedera condición humana. La novela intenta presentar la condición animalizada de los racionales y la condición racional de los animales, y se articula en forma de episodios-digresiones en abstractos marcos gracianescos.
Los personajes que van saliendo al encuentro, más que personajes actuantes son personajes narrantes, ya que cada uno es portador de diversas historias: novelas cortesanas, libros de caballerías, anagnórisis sorprendentes, introspecciones psicológicas... intercalándose textos líricos del carácter más variado: letrillas satíricas "Al amor", "Al Mundo", décimas, sonetos, odas, traducciones de textos clásicos, canciones solemnes "A la Muerte" y hasta un poema heroico completo "A la Nada", que exaltó José de Valdivielso en una de las "Aprobaciones" de la obra. En este contexto se trata también la crítica literaria antigongorina y anticulterana.

## Enlaces de externos
Edición moderna comentada de los apólogos XLII y XLIII
- Datos: Q16941957